# Sojusz Sahry Wagenknecht

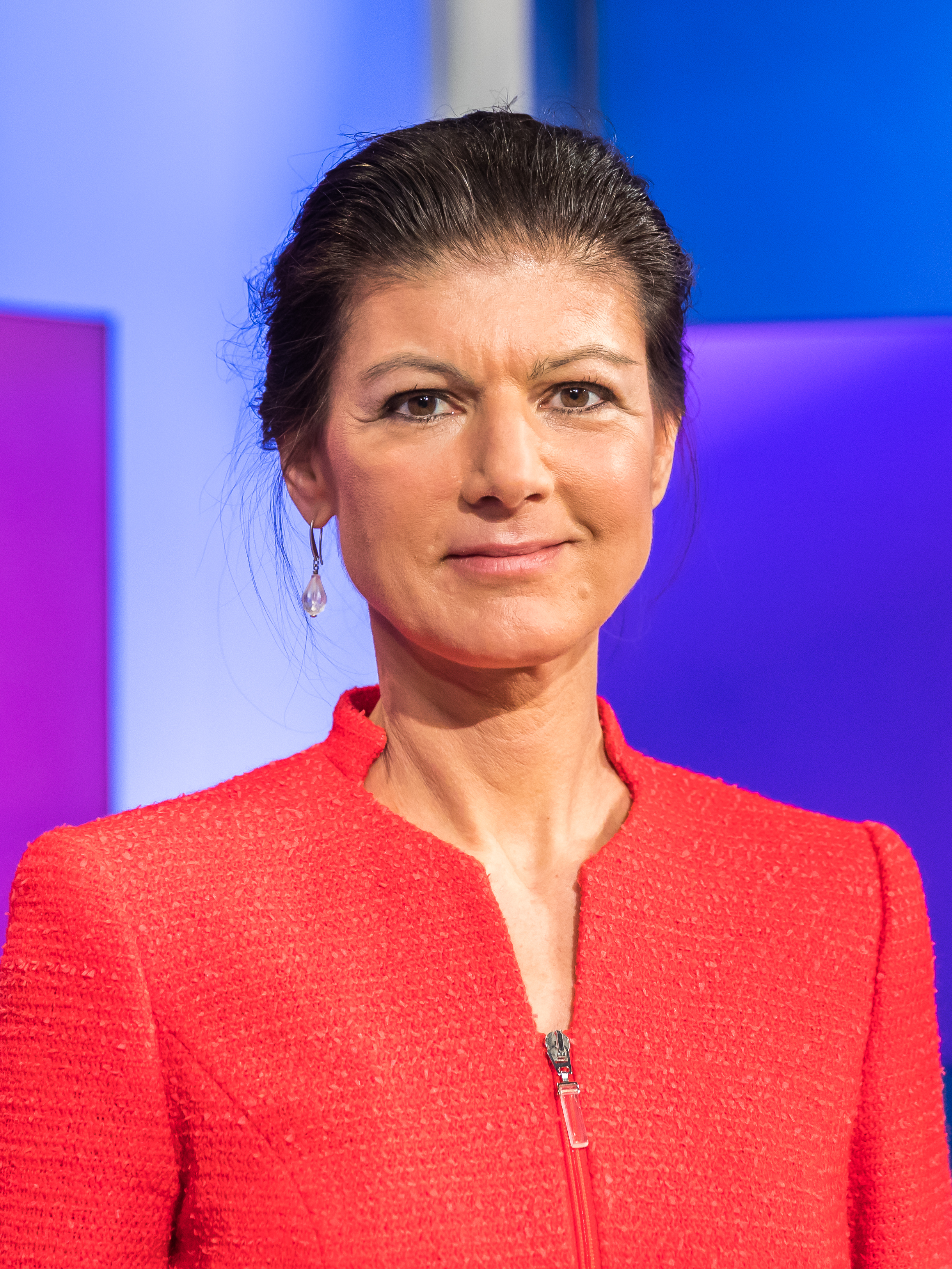
Sahra Wagenknecht w 2023 r.

Sojusz Sahry Wagenknecht – dla Rozsądku i Sprawiedliwości (niem. Bündnis Sahra Wagenknecht – Für Vernunft und Gerechtigkeit, używana jest także skrócona nazwa Bündnis Sahra Wagenknecht oraz skrót BSW) – partia polityczna założona przez Sahrę Wagenknecht 8 stycznia 2024 roku.

## Historia
Wagenknecht była czołową polityczką Lewicy (i szeregową członkinią poprzednich lewicowych partii, takich jak Socjalistyczna Partia Jedności Niemiec i Die Linkspartei.PDS) oraz jej współprzewodniczącą od 2015 do 2019 roku. Później popadła w konflikt z innymi członkami partii w takich kwestiach, jak niemiecka polityka wobec uchodźców, szczepienia przeciw COVID-19 czy rosyjska inwazja na Ukrainę w 2022 r. Od 2021 r. spekulowano, że opuści Lewicę i założy nową partię polityczną. Ostatecznie, to sukces Alternatywy dla Niemiec oraz porażka Die Linke w wyborach lokalnych skłonił Wagenknecht do założenia własnej, lewicowo-populistycznej partii.
Stowarzyszenie z siedzibą w Karlsruhe zostało wpisane do rejestru stowarzyszeń prowadzonego przez sąd rejonowy w Mannheim 26 września 2023 r. Plany nowej partii zostały zaprezentowane na federalnej konferencji prasowej w dniu 23 października 2023 r. przez członków Bundestagu Sahrę Wagenknecht, Amirę Mohamed Ali i Christiana Leye, byłego dyrektora zarządzającego Die Linke w Nadrenii Północnej-Westfalii Lukasa Schöna oraz inwestora i przedsiębiorcę Ralpha Suikata.
W chwili ogłoszenia stowarzyszenia BSW dołączyło do niego dziesięciu członków Bundestagu (wszyscy to byli członkowie Die Linke): Sahra Wagenknecht, Amira Mohamed Ali, Alexander Ulrich, Christian Leye, Sevim Dağdelen, Andrej Hunko, Żaklin Nastić, Ali Al-Dailami, Klaus Ernst, Jessica Tatti.
W dniu 1 grudnia 2023 r. ogłoszono, że konferencja założycielska partii politycznej planowana jest na 27 stycznia 2024 r. Ralph Suikat skomentował również, że stowarzyszenie otrzymało dotychczas pięciocyfrową kwotę darowizn.
Konferencja, na której ogłoszono powstanie partii „Sojusz Sahry Wagenknecht – dla Rozsądku i Sprawiedliwości” odbyła się 8 stycznia 2024 roku.
W wyborach do Parlamentu Europejskiego w 2024 roku BSW zdobyła na szczeblu krajowym 6,2% głosów, co przełożyło się na 6 mandatów.
Po wyborach do brandenburskiego Landtagu, przeprowadzonych 22 września 2024, BSW po raz pierwszy weszła w skład koalicji rządzącej na szczeblu kraju związkowego (od 11 grudnia, wspólnie z SPD).
W wyborach w 2025, ugrupowanie z wynikiem 4,97% głosów nie osiągnęło progu wyborczego tracąc poselską reprezentację.

## Światopogląd
Stanowiska polityczne BSW obejmują dalsze ograniczenia imigracji, plan deglobalizacji, sprzeciw wobec zielonej polityki, zaprzestanie pomocy wojskowej dla Ukrainy oraz wynegocjowanie porozumienia w sprawie rosyjskiej inwazji na Ukrainę. Wagenknecht uważa, że jej partia stoi przede wszystkim w opozycji do Die Linke i Sojuszu 90/Zielonych. Jest ona różnie opisywana jako populistyczna, ekonomicznie socjalistyczna, konserwatywna społecznie i prorosyjska.
W wywiadzie dla Süddeutsche Zeitung Wagenknecht stwierdziła, że jej partia „w sposób oczywisty nie jest prawicowa”, a raczej lewicowa w sensie „dążenia do większej sprawiedliwości społecznej, dobrych płac, godziwych emerytur”.
BSW opowiada się za interwencjonizmem gospodarczym i większymi świadczeniami socjalnymi, które mają finansować najbogatsi. Wagenknecht opublikowała pięciostronicowy manifest, który skupiał się na takich kwestiach, jak niszczenie mostów i dróg, zły odbiór telefonii komórkowej, powolny internet i przeciążenie administracji. Pomimo krytyki Zielonych i zielonej polityki, w manifeście nawiązano do strategii przemysłowej przedstawionej przez Roberta Habecka, kładąc nacisk na innowacyjność i zaangażowanie BSW na rzecz sprawiedliwości społecznej, postępu i wzrostu gospodarczego.
BSW krytycznie odnosi się do wysyłania broni Ukrainie i jej zwolennikom w wojnie rosyjsko-ukraińskiej oraz obwinia NATO za eskalację konfliktu. W czasie wojny między Izraelem a Hamasem w 2023 r. Wagenknecht określiła Strefę Gazy jako „więzienie na świeżym powietrzu”.
Partię określano jako lewicową lub skrajnie lewicową, będąc jednocześnie bliższą prawicy w kwestiach społeczno-kulturowych, takich jak np. imigracja.